# Lourdes Zuriaga
Lourdes Zuriaga Perruca es una periodista española, nacida en Teruel.
Su trayectoria profesional ha estado vinculada estrechamente a la cadena pública Televisión española. Entre sus primeros trabajos, colaboró en el magacín diario Gente hoy (1978-1979), dirigido por Maruja Callaved.
Más tarde se incorporaría a los servicios informativos de TVE y dirige el Centro Territorial de Castilla-La Mancha; en 1985-1986 ocupó el cargo de responsable de Nacional y Economía en el Telediario Fin de Semana y en 1988 es nombrada coordinadora del Telediario matinal.
Tras su primera etapa televisiva prueba suerte en el mundo de la radio, y el 26 de noviembre de 1990 se convierte en una de los profesionales que participan en la primera emisión de la recién creada Onda Cero, donde dirige y presenta los programas Lourdes a las cinco y A tu Salud.
También trabajaría en Radio Nacional de España, colaborando diariamente en temas de agroalimentación en el espacio Buenos días. 
Tras realizar el programa A saber en Telemadrid, regresa a TVE en 1997 con el espacio sobre actualidad agraria Agrosfera, que dirigió, presentó y del que fue guionista durante once años, jubilándose en 2008 como consecuencia del ERE en RTVE.
En 2012 asumió la Presidencia de la Asociación de Periodistas Agroalimentarios.